# Psittacula exsul
Psittacula exsul là một loài vẹt tuyệt chủng đặc hữu đảo Mascarene của quần đảo Rodrigues ở tây Ấn Độ Dương. Psittacula eupatria cùng chi Psittacula là họ hàng gần của loài P. exsul.
Vẹt đuôi dài Newton đã được đầu tiên đề cập bởi người Pháp François Huguenot Leguat vào năm 1708, và chỉ được đề cập đến một vài lần bởi các tác giả khác sau đó. Tên cụ thể "exsul" tham chiếu đến Leguat, người bị trục xuất khỏi nước Pháp. Chỉ có hai bản vẽ cuộc sống loài này tồn tại, cả hai một mẫu vật duy nhất được giữ trong điều kiện nuôi nhốt trong các thập niên 1770. Loài này đã được mô tả khoa học vào năm 1872, với một mẫu gốc chim mái. Một chim trống, mẫu cuối cùng ghi lại, được thu thập vào năm 1875, và hai mẫu vật này là những người duy nhất còn tồn tại ngày nay. Loài này nên khan hiếm do nạn phá rừng và có lẽ là do nạn săn bắn, nhưng người ta cho rằng loài vẹt này cuối cùng đã bị xóa sổ bởi một loạt các cơn lốc xoáy và bão đổ bộ vào Rodrigues vào cuối thế kỷ thứ 19. Có tin đồn vô căn cứ về sự tồn tại có thể có của các loài muộn như con vẹt đuôi dài 1967. Vẹt Newton dài khoảng 40 cm (16 in). Khoảng kích bằng thước của các psittacula krameri. Các cánh của mẫu con trống dài 198 mm, đuôi dài 206 mm (8,1 in), mỏ trên dài 25 mm (0,98 inch), và xương cổ chân là 22 mm (0,87 in). Các cánh của mẫu vật chim mái dài 191 mm (7,5 in), đuôi 210 mm (8,3 in), mỏ trên dài 24 mm (0,94 in), và xương cổ chân là 22 mm (0,87 in). Mẫu chim trống màu xanh xám nhuốm màu xanh lá cây, và tối hơn ở trên. Đầu màu xanh biển hơn, với một đường sẫm chạy từ mắt đến da gốc mỏ. Chúng có lông cổ rộng màu đen chạy từ cằm đến gáy, nơi mà loài này đã trở nên dần dần thu hẹp. Mặt dưới của đuôi là màu xám, mỏ trên đã tối màu nâu đỏ, và hàm dưới là màu đen. Các chân là màu xám và mống mắt màu vàng. Chim mái cũng tương tự, nhưng có đầu xám và mỏ màu đen. Lông cổ màu đen là không quá nổi bật như của chim trống, và không mở rộng vào phía sau của cổ. Bề ngoài tổng thể của vẹt đuôi dài Newton là tương tự như các loài psittacula còn tồn tại, bao gồm cả lông cổ màu đen, nhưng màu lông xám hơi xanh biển phân biệt loài này từ các thành viên khác của chi của nó, mà chủ yếu là màu xanh lá cây. 